# さわやかラジオ
さわやかラジオとは西日本放送のラジオ番組。

## 概要
1970年4月から放送されていた「RNCワイドスペシャル」の後番組。番組初期は土曜日も放送されていた。

## パーソナリティ
- 植松おさみ
- 野口義博
- 出野雅実
- 蓮井孝夫[1]

## タイムテーブル（末期）
- 07:30 ニュース
- 07:37 山谷えり子のむすめ八目
- 07:43 ロイ・ジェームスのミスタースポーツ
- 07:57 今日のレースガイド
- 08:00 四国新聞ニュース
- 08:15 交通情報
- 08:20 歌のない歌謡曲
- 08:35 朝の歳時記
- 08:40 ちびっこバンザイ!(タカキベーカリー)
- 08:46 ミニ事典
- 08:55 四国新聞ニュース
- 09:00 今週のうた
- 09:20 さわやかクイズ
- 09:30 東から西から
- 09:45 天気予報
- 09:50 にっぽんのハラ時計
- 09:55 四国新聞ニュース
- 10:25 エンディング